# Parti national-démocrate (Pologne)
Pour les articles homonymes, voir Parti national-démocrate.
Le Parti national-démocrate (Stronnictwo Narodowo-Demokratyczne (SND), Stronnictwo Demokratyczno-Narodowe) est un parti politique  polonais nationaliste créé en 1897 par Roman Dmowski.